# 大西麻貴+百田有希 o+h
大西麻貴+百田有希 o+h（おおにしまき＋ひゃくだゆうき o+h、英称：onishimaki+hyakudayuki architects / o+h）は、日本の建築設計ユニット。一級建築士事務所 大西麻貴＋百田有希 / o+hは東京都中央区にある。建築設計を中心に、インスタレーションやまちづくりまで様々な活動に取り組む。

## 主宰者
大西 麻貴（おおにし まき、Maki Onishi、1983年 - ）：愛知県生まれ。2006年京都大学工学部建築学科卒業。在学中にシェルター学生設計競技 2005 最優秀。アイランドシティーフォリーワークショップ 最優秀。JT SMOKERS' STYLE COMPETITION 優秀賞。シェルター学生設計競技 2006 最優秀。卒業設計：「図書×住宅」は、京大武田五一賞（最優秀）京都六大学合同卒業設計展金賞及びデザインレビュー2006最優秀、せんだいデザインリーグで入賞（日本三）を果たす。2008年東京大学大学院工学系研究科建築学専攻修士課程修了。在学中SDレビュー2007鹿島賞受賞。2011年同大学大学院博士課程単位取得退学。2013年京都精華大学客員教授、名古屋芸術大学特別客員教授、2013年〜横浜国立大学Y-GSA設計助手からスタジオ主宰、2017年から同大学大学院Y-GSA客員准教授。法政大学非常勤講師。2022年より横浜国立大学Y-GSA教授。
百田 有希（ひゃくだ ゆうき、Yuki Hyakuda、1982年 - ）：2006年京都大学工学部建築学科卒。2008年京都大学大学院工学研究科建築学専攻修士課程修了。大西と事務所主宰後の2009年〜2014年、伊東豊雄建築設計事務所勤務。2017年より横浜国立大学非常勤講師。

## 沿革
2008年より、大西麻貴+百田有希 / o+hを協同主宰。

## 主な作品
- 「二重螺旋の家」（2011年） [5]
- 「東松島 こどものみんなの家」（伊東豊雄らと。2013年）
- 「小屋と塔の家」（2016年）[6][7]
- 「Good Job!センター香芝」（2016年、一般財団法人たんぽぽの家、奈良県香芝市）[8][9]
- 「千ヶ滝の別荘」
- 「地層のフォリー」（2008年・小川勇樹、熊澤智広、南方雄貴と共同設計）
- 「都市の中のけもの、屋根、山脈」（2008年・多摩美術大学長谷川ゼミ企画展ダブルクロノス展インスタレーション）
- 「PUBLIC ‘SPACE’ PROJECT 夢の中の洞窟」（2009年・東京現代美術館）[10][11]
- 「"seeing itself"ホンマタカシ展」
- 「ちょうちょの壁」
- 「ペットボトルの照明」
- 「アルミナムタワー」
- 「世田谷の住宅」
- 「北山町の家」
- 「house h」（2018年）[12][13]
- 「多賀結いの森」
- 「Irony Stations」（共同設計）
- 「さとうみステーション」（2014年、宮城県気仙沼市、ガソリンスタンド）

## 受賞歴
2010年 SUS アルミ建築30歳以下の建築家による指名設計競技 最優秀、2011年ベストデビュタント賞2011、2012 SD レビュー2012朝倉賞、2012年吉岡賞、2016奈良県景観デザイン賞知事賞建築賞、2018年度JIA新人賞、2017年グッドデザイン賞2017ベスト100、2018年第2回日本建築設計学会賞大賞、2019年日本建築学会作品選奨・新人賞等、受賞多数。

### プロポーザル
- 2014年
  - Good Job!センター香芝（奈良県香芝市）設計者選定プロポーザル最優秀賞
- 2015年
  - 福智町立図書館・歴史資料館「ふくちのち」（福岡県田川郡福智町）設計業務者選定プロポーザル最優秀賞[15]
  - 多賀町中央公民館（滋賀県犬上郡多賀町）設計者選定コンペ最優秀賞[16]
- 2017年
  - 尾道市御調支所庁舎（広島県尾道市）建設基本・実施設計業務プロポーザル最優秀賞[17]
  - 京都市立芸術大学・京都市立銅駝美術工芸高等学校（京都府京都市下京区）移転プロポーザル最優秀賞（共同設計）[18]
- 2019年
  - 東部地域防災センター（仮称、広島県安芸郡熊野町）の設計プロポーザル最優秀[19]。
- 2020年
  - 熊本県地震震災ミュージアム中核拠点施設整備基本設計プロポーザル最優秀賞 [20]

## 著書
- 『大西麻貴＋百田有希 / o+h | 8stories』（現代建築家コンセプト・シリーズ17）、2014年3月、LIXIL出版[21]。 ISBN 978-4-86480-008-2
- 『onishimaki＋hyakudayuki architects/o+h 2006-2011 大西麻貴＋百田有希 建築作品集』、2012年10月、田園城市文化事業（台北）[22]。 ISBN 978-986-6204-56-2
- 『U-30展覧会オペレーションブック2011 （U-30 Under35 Architects exhibition 2011） : 30歳以下の若手建築家7組による建築の展覧会』、2011年9月、アートアンドアーキテクトフェスタ。 ISBN 978-4-905436-00-3